# La Pisana

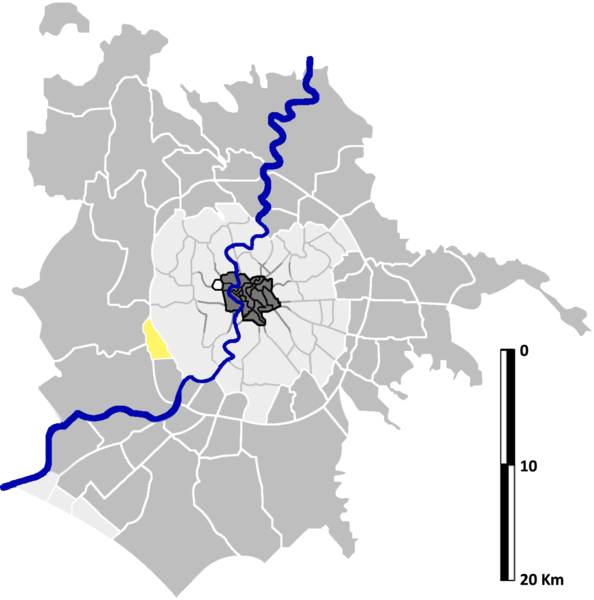
Lage von La Pisana in Rom

La Pisana bezeichnet die 44. Zone, abgekürzt als Z.XLIV, der italienischen Hauptstadt Rom. Im Gegensatz zu den Rioni, Quartieri und Suburbi sind es die ländlicheren Gebiete von Rom. Sie gehört zum Municipio XI sowie Municipio XII und zählt 811 Einwohner (2016). Sie befindet sich im Westen der Stadt innerhalb der römischen Ringautobahn A90 und hat eine Fläche von 5,2383 km².
Der Name stammt vom Anwesen La Pisana.

## Geschichte
La Pisana wurde am 13. September 1961 durch Beschluss des Commissario Straordinario gegründet. Damals wurde der Ager Romanus in 59 Zonen geteilt, denen eine römische Zahl zugeteilt wurde und ein Z vorgestellt wurde. Davon wurden sechs an die neugegründete Gemeinde Fiumicino komplett ausgegliedert und drei weitere teilweise.